# Västmanländska
Västmanländska är ett samlingsnamn på de dialekter som talas i Västmanland, både de genuina svenska dialekterna och de regionala varianterna av standardsvenska. Folkmålen i landskapet hör delvis till de centralsvenska varianter som bildade grunden för standardspråket, och har därför många likheter med detta. Samtidigt finns särdrag som delas med närliggande dialekter, med påverkan från flera olika håll: från Värmland och Närke i väster, från Dalarna i norr och från Uppland i öster. Däremot är influenserna från sörmländskan på andra sidan Mälaren begränsade.

## Kännetecken
I större delen av landskapet öster om en linje mot nordväst genom Köping uttalas ändelser med ett tryck som gör att slutvokaler på samma sätt som i Uppland bevaras i ord som kalla och pigor, men även i pigur ('pigor') och bryggi ('bryggt', äldre bryggit). Ett annat drag som är gemensamt med uppsvenska mål är att a övergår till ä i kortstaviga ord framför u, t.ex. i lädu ('lada').
Dialekterna i Västmanland kan delas upp i en sydlig och en nordlig grupp, där målen i de norra delarna har påverkats starkt av dalmål och andra nordligare dialekter. I de här delarna förekommer samma "sjungande" accent som är typiskt för dalmålen, s.k. Bergslagsaccent. Här uttalas också u på samma sätt som i Bergslagen, alltså längre bak i munnen med ett ljud som drar mot o. I nordost förekommer samma förmjukning av g och k som finns i norrländska mål, alltså att dessa konsonanter förmjukas framför främre vokal (i, e, y, ö, ä) i ord som mycket > myttje, ryggen > ryddjen och fisken > fisjin. I Norberg förmjukas även ng (länge > länji), i Skinnskattebergs och Fläckebo socken förmjukas endast k. Ett annat drag som är gemensamt med Bergslagsmålen är a-uttal av adverb som inna ('inne') och uta ('ute').
Landskapets mål kan också delas upp i en östlig och en västlig grupp, där den västliga gruppen har påverkats kraftigt av influenser från Värmland och Närke. I de här trakterna förlängs ofta vokalen i ord där standardspråket har konsonantförlängning, i ord som bek ('beck'), bôs ('boss') och môse ('mosse/mossa'). Gammalt kort o i både långa och korta stavelser har i väster utvecklats till ô, alltså ett ljud mellan å och ö, jämfört med de östra delarna där det gamla å-uttalet bevarats. Gränsen mellan båda dessa särskiljande drag går ungefär från Avesta i norr till Köping i söder. I Hällefors och Grythyttan längst i väster uppvisar dialekterna utpräglat värmländska former som pige ('piga'), skrive ('skriva') och drängera ('drängarna'). I Hällefors uppträder rent av sådana nordvärmländska uttal som piig och skriiv med cirkumflex accent.
En annan skiljelinje i nord-sydlig riktning gäller hur slut-n bortfaller eller bevaras. I hela landskapet, utom i trakter som gränsar till Uppland, bortfaller n i bestämd form singularis av feminina substantiv (gata, 'gatan' och boka, 'boken') och bestämd form pluralis av neutrala substantiv (husa, 'husen'). I det här området faller även n i slutet av vissa pronomen och adverb, i ord som hon och min framför feminina substantiv. Längre västerut bortfaller även n i slutet av personnamn på -son, t.ex. i Svensson och Persson. I Nora, Grythyttan och Hällefors bortfaller dessutom n i slutet av ord som i obestämd form slutar på n, t.ex. hallon och afton.
Bortfallet av slut-n berör även böjningen av feminina substantiv i bestämd form. Där standardspråket har böjningen piga–pigan förekommer pige–piga i Hällefors och Grythyttan, liksom i Värmland. I trakterna kring Nora heter det piga i obestämd form på samma sätt som i standardspråket, men pigå eller piga med långt mörkt a-ljud i bestämd form, som i nordvästra Närke. I norra och mellersta delarna av landskapet används samma form piga för både bestämd och obestämd form. Längst i öster används samma böjningsmönster som i standardspråket. Pluraländelsen -arna har flera olika varianter: drängera ('drängarna') i Hällefors, Grythyttan och Hjulsjö, drängane i norr, drängane(n) i öster, drängår eller drängar i Noratrakten och drängana i mellersta landskapet.

## Exempel på Västmanländska ord och uttryck
Folkmål från Romfartuna socken, belägen norr om Västerås.
Ockne: Person från stan [utt Åcknä]
Flucka- Vattenpöl
Hösa- Hälla upp/i
Oggi - Näbbig/Irriterade/Uppkäftig [utt Åggi]
Palta- Kladda/Spilla
Hocken- Vem (Hocken är du då?)
Venn' - Veden